# Ama Dablam
Az Ama Dablam (nepáli nyelven: आमा दब्लम) egy, a Himalája keleti részén, Nepál 1. számú tartományában fekvő hegy. A tartomány fővárosától, Biratnagartól 162 km-re északra, Katmandutól 152 km-re északkeletre található. A hegy főcsúcsa 6812 méter, míg az alacsonyabb, nyugati csúcs 6170 méter magas. A hegy nevének jelentése „az anya nyaklánca”. A helyi hagyomány szerint a hegycsúcs két oldalán elnyúló hegygerincek, mint egy anya (ama) karjai védik a gyermekét. A hegycsúcsról leereszkedő gleccser pedig a serpa nők által viselt tradicionális, az istenek jelképeit ábrázoló kettős medállal ellátott nyakláncot (dablam) jelképezi. Kiterjedt hegygerincei és meredek hegyoldala miatt az Ama Dablamot gyakran a „Himalája Matterhornjának” is nevezik.
A főcsúcsot először 1961. március 13-án, a Sir Edmund Hillary által szervezett Ezüstkunyhó-expedíció során mászta meg egy nemzetközi hegymászócsoport. A Mike Gill és Wally Romanes új-zélandi, Barry Bishop amerikai egyesült államokbeli és Mike Ward brit hegymászókból álló csapat a délnyugati gerincen keresztül ért fel a csúcsra.
A hegymászók körében az Ama Dablam a harmadik legnépszerűbb himalájai célpont az expedíciók számára engedélyezett hegycsúcsok közül. A hegycsúcsot leginkább a délnyugati gerincen keresztül vezető útvonalon közelítik meg. A 2006-ban bekövetkezett tragikus kimenetelű jéglavinát megelőzően a mászás során általában három tábort állítottak fel, melyből a III. számú tábor közvetlenül a hegycsúcsról leereszkedő gleccser mellett került kialakításra. A lavinát követően a hegymászók inkább csak két tábort állítanak, hogy minimalizálják a kockázatokat. Az Ama Dablamra szervezett mászásokhoz hivatalos mászási engedély és hatósági összekötőtiszt részvétele szükséges. A Mount Everesthez hasonlóan a hegymászásra legalkalmasabb időszakok az április-május (a monszun előtti) és a szeptember-október (a monszun utáni) hónapok.

## Az Ama Dablam első megmászása
Az Ama Dablam főcsúcsát sokáig megmászhatatlannak tartották. A csúcs meghódítását megkísérlő 1955-ös, 1958-as és 1959-es expedíciók nem jártak sikerrel.
Az 1960-1961 során Edmund Hillary által szervezett ún. Ezüstkunyhó-expedíció tervei között nem szerepelt az Ama Dablam megmászása. Az expedíció célja az emberi szervezetnek a magashegyi körülmények közötti fiziológiás vizsgálata és az akklimatizálódási folyamat vizsgálata volt. Ennek a vizsgálatnak a részeként egy hosszabb akklimatizációs folyamatot követően a 8440 méter magas Makalu oxigén nélküli megmászása volt a cél. Hillary távollétében az expedíciós csapat négy tagja Mike Ward, Mike Gill, Barry Bishop és Wally Romanes 1961. március 13-án feljutott az Ama Dablam csúcsára. Mivel az expedíció az adott csúcs megmászására vonatkozó hatósági engedéllyel nem rendelkezett, a nepáli kormány hivatalos magyarázatot követelt a történtekre, és utasította az expedíció tagjait, hogy haladéktalanul hagyják el a régiót. Hillary hosszas közbenjárására, a kormány – bírság megfizetése mellett – végül engedélyezte az expedíció folytatását.

## A hegy további meghatározó megmászásai

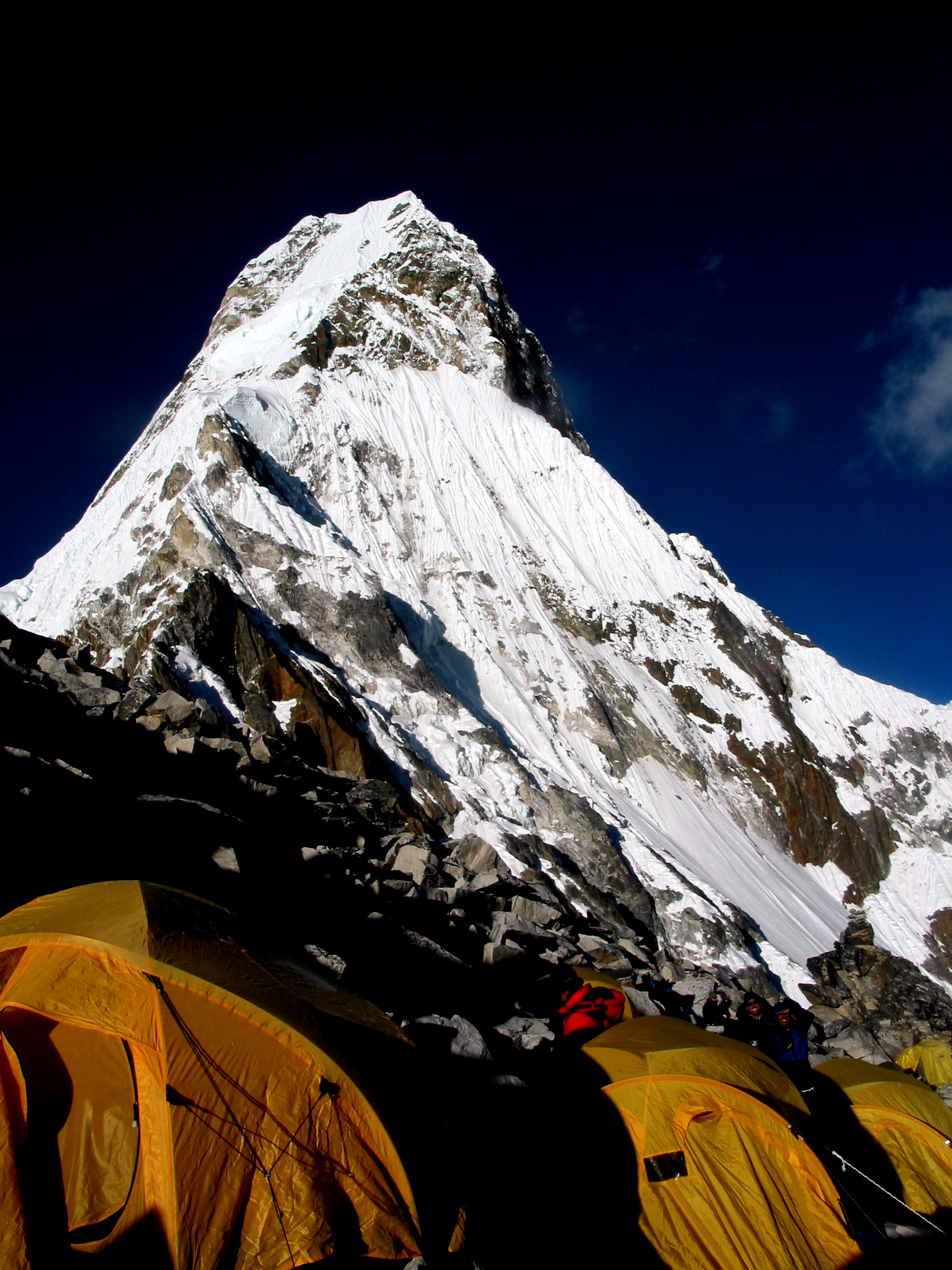
A főcsúcs az I. számú táborból

Az Ama Dablam második megmászására csak 1979-ben került sor, mivel arra a hatóságok éveken keresztül nem adtak ki engedélyt. Április 22-én egy komoly technikai és anyagi háttérrel rendelkező, filmen is megörökített expedíció tagjakét Martin Boysen (brit), Tom Frost, David Breashears, Greg Lowe, Jeff Lowe, Peter Pilafian, Jonathan Wright (mind egyesült államokbeli) és Lhakpa Dorje (nepáli) hegymászó hóviharban jutott fel a csúcsra, míg a következő napon Doug Robinson és John Wasson egyesült államokbeli hegymászók érték el a csúcsot. Egy héttel később, 1979. április 30-án Jeff Lowe egyedül is megmászta az erősen barázdált déli falat. Ugyanezen év őszén, október 21. és 23. között Raymond Renaud és Yvan Estienne vezetésével egy 14 francia hegymászóból és 4 nepáli serpából álló csapat is feljutott a csúcsra, a kifejezetten nehéz útvonatnak számító északi gerincen keresztül.

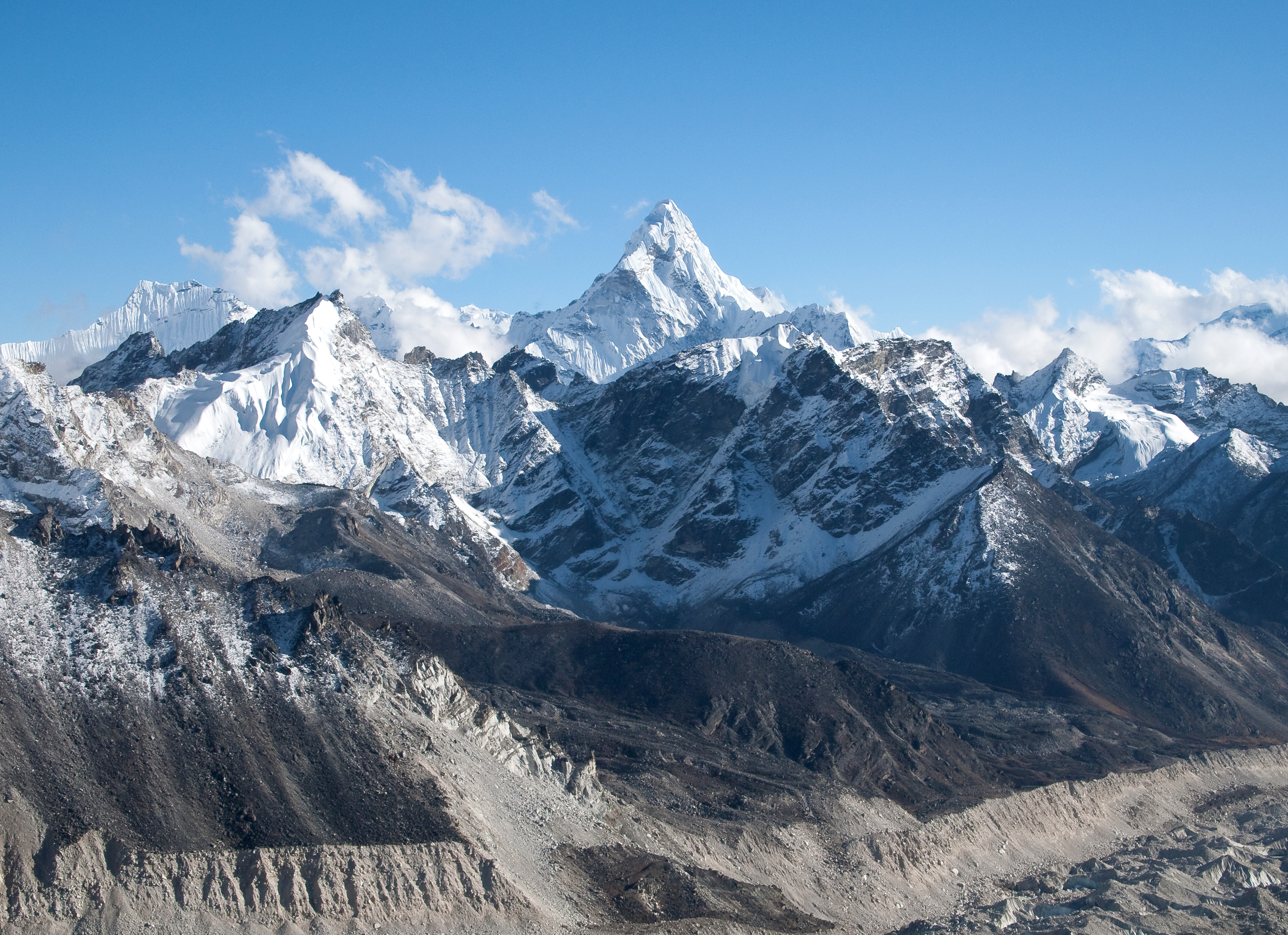
Az Ama Dablam Kála Patthar felől

1980-ban az új-zélandi Rob Hall az északi gerincen jutott fel a hegy csúcsára. Ezzel az akkor 19 éves Hall az Ama Dablam legfiatalabb csúcsmászója lett abban az időben. 1981-ben az ausztrál Tim McCartney-Snape, Lincoln Hall, és Andrew Henderson az északkeleti nyomvonalon és az északi gerincen keresztül mászta meg a hegyet.
A keleti gerincen először Alain Hubert belga és André Georges svájci hegymászók jutottak fel a csúcsra, 1983-ban. Naoe Sakashita japán hegymászó 1984-ben szólóban jutott fel a délnyugati gerincen, míg 1985-ben Masayuki Ariakéval párban mászták meg a nyugati oldalt. 1985-ben az Egyesült Államokból és Spanyolországból érkezett nemzetközi csapat először mászta meg a délkeleti, ún. Lagunak-gerincet. Egy hónappal később az amerikai Carlos Buhler és Michael Kennedy alpesi stílusban sikeresen megmászta a keleti oldalt. A kemény téli időszakban a páros nyolc napot töltött a meredek jeges lejtők elleni küzdelemben, mire a csúcsra ért.
1996-ban Vanja Furlan és Tomaž Humar szlovén hegymászók az északnyugati falon, az ún. Stane Belak Šrauf emlékútvonalon érték el a csúcsot, mellyel 1997-ben elnyerték a hegymászás egyik legrangosabb elismerését, a Piolet d'Or (arany jégcsákány) díjat.
Az északnyugati gerinc volt az Ama Dablam utolsó megmászatlan hegygerince, amelyet – 10 korábbi sikertelen próbálkozást követően – 2001-ben Jules Cartwright és Rich Ross hódított meg. 2002 áprilisában Hans Kammerlander és Hartmann Seeber operatőr feljutását élőben közvetítette a német ARD televízió.
2006-ban a 16 éves skót Calum Macintyre egy jótékonysági expedíció keretében jutott fel a csúcsra, ezzel ő lett a legfiatalabb hegymászó, aki meghódította az Ama Dablamot. A fiatal hegymászó az expedícióval egy, fiatal rákos betegeket segítő alapítvány, a Teenager Cancer Trust számára gyűjtött adományokat.

## Balesetek az Ama Dablamon

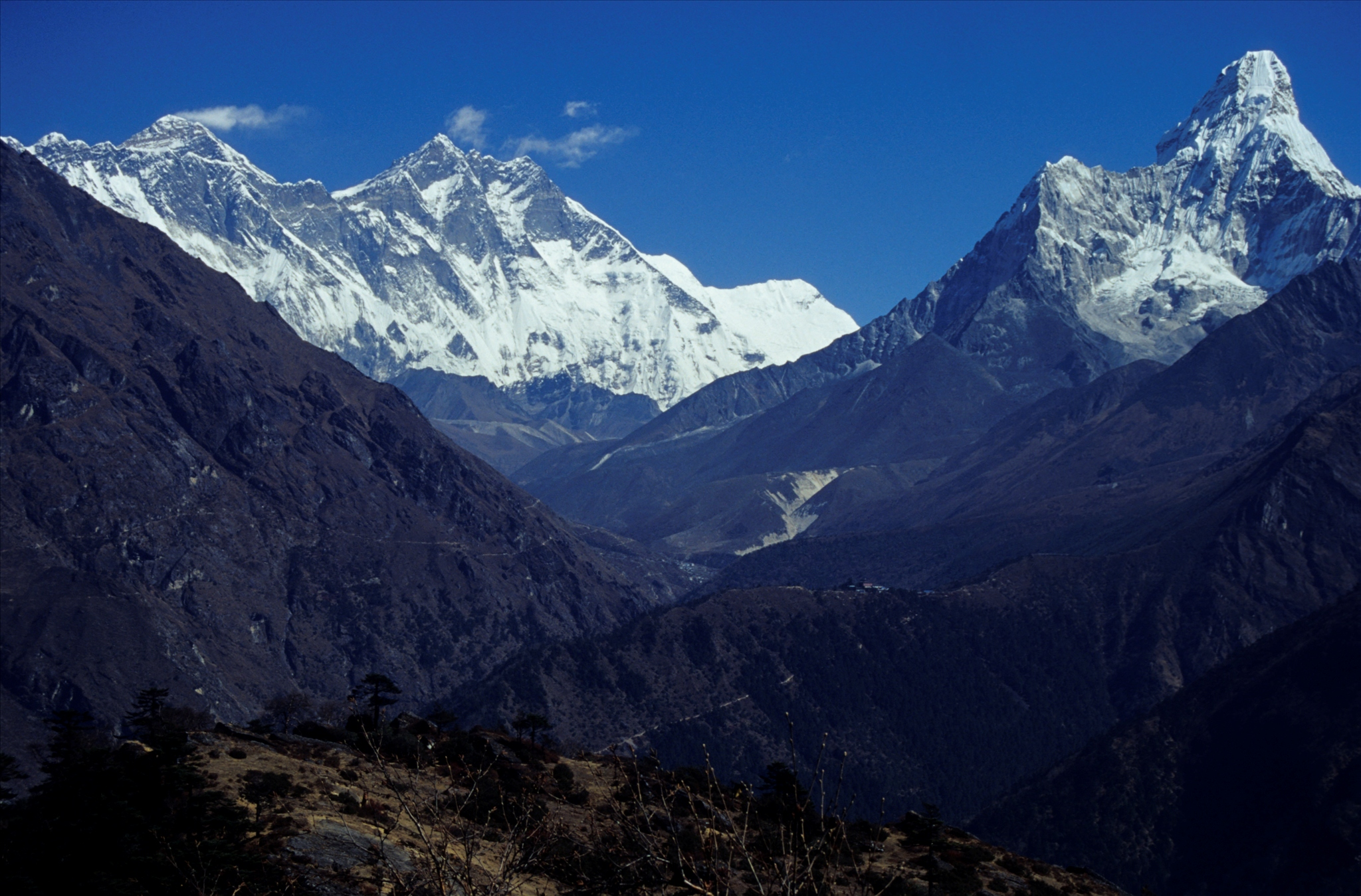
Az Mount Everest, a Lhoce és az Ama Dablam (balról jobbra)

1980-ban Edmund Hillary fia, Peter Hillary vezetésével egy új-zélandi csapat próbálta megmászni az Ama Dablam több mint 2000 méter magas Mingbonak nevezett nyugati oldalát. Október 24-én a csúcsról leereszkedő gleccser egy leszakadó darabja Ken Hyslop hegymászó halálát okozta, míg a másik három hegymászó is megsérült. Végül az alaptáborban tartózkodó, Wolfgang Nairz vezette osztrák Ama Dablam-expedíció Reinhold Messnerrel és Oswald Ölzcel szervezte meg a sérültek helikopteres mentését a hegyről.
2006. november 14-én kora reggel egy, a hegycsúcsról lelógó gleccserből leszakadó jégtömb és az ebből kialakult jéglavina elpusztította a gleccser szomszédságában kialakított, biztonságosnak hitt III. számú tábort. A táborban tartózkodó Duncan Williams brit, Daniel Carlsson és Mikael Forsberg svéd hegymászók, valamint három nepáli serpa, Mingma Nuru, Danurbu és Tashi Dorje a baleset folytán életét vesztette. A balesetet követően a csúcsot a délnyugati gerincen keresztül megközelítő hegymászók a kockázatok elkerülése érdekében csak két tábort állítanak a mászás során.
2017. november 11-én az Ama Dablamon életét vesztette a többszörös világrekorder orosz alpinista, ejtőernyős és bázisugró Valerij Rozov. A Red Bull által szponzorált 52 éves extrémsportoló, aki korábban már a Csangce és a Cso-Oju csúcsairól is bázisugrást hajtott végre speciális szárnyas repülőruhában, a szemtanúk elmondása szerint az ugrás közben a hegyoldalnak csapódott, melyet nem élhetett túl.

## Galéria

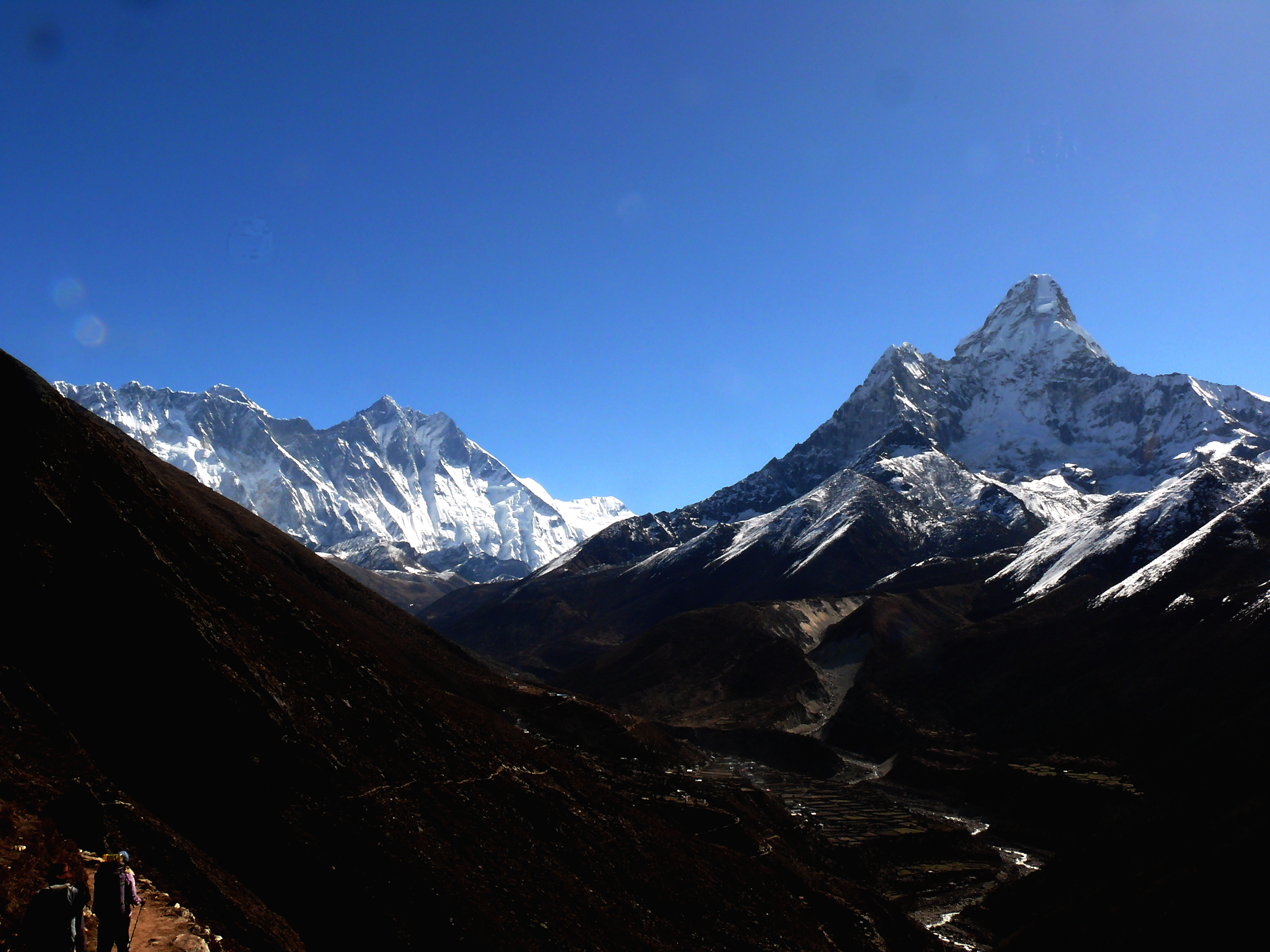
Mahalangur-Himalája (Nupcse, Everest, Lhoce, Peak38, Ama Dablam)
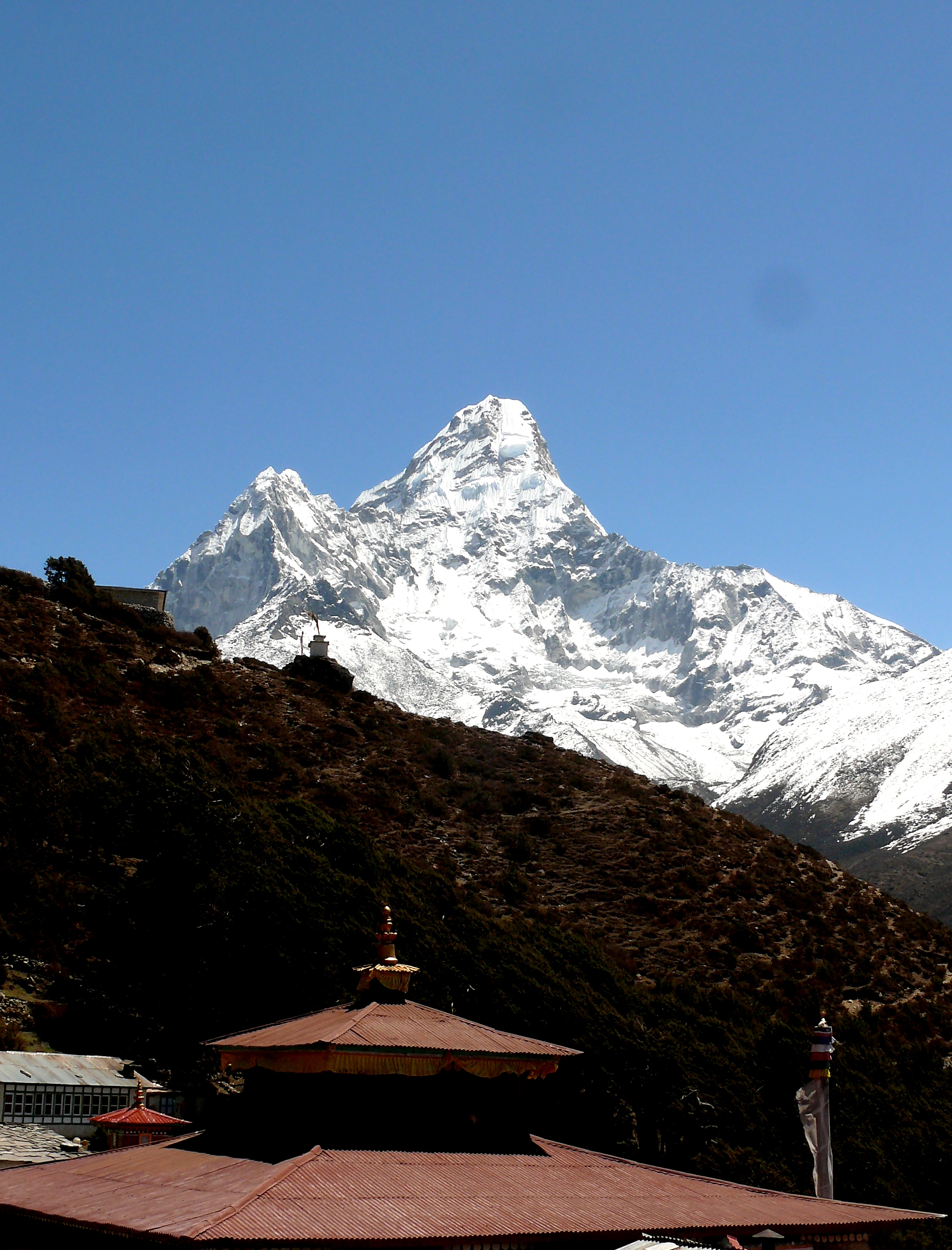
Az Ama Dablam Pangbocse felől
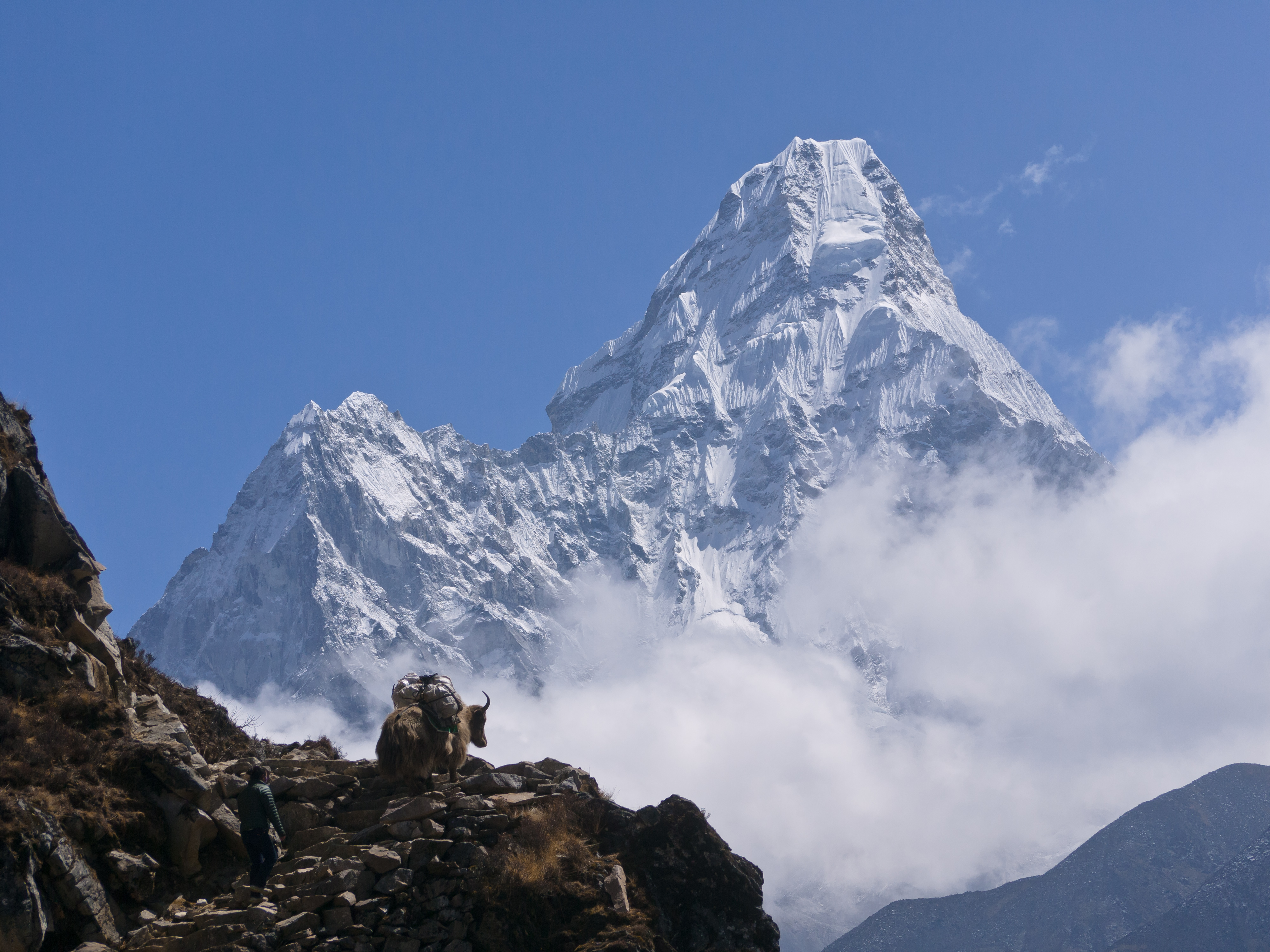
Az Ama Dablam a Porcse és Pangbocse közötti ösvényről
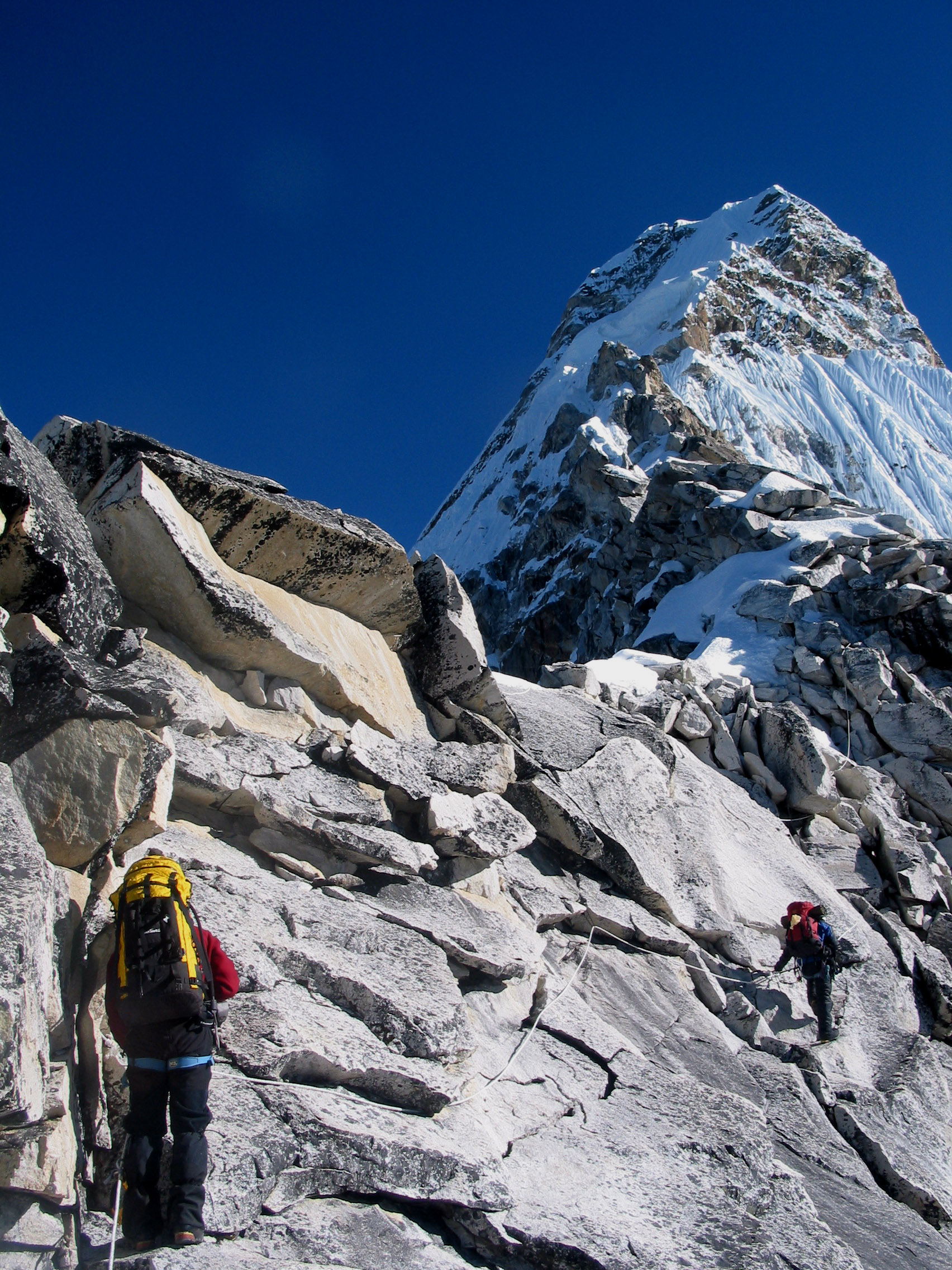
Úton a csúcs felé
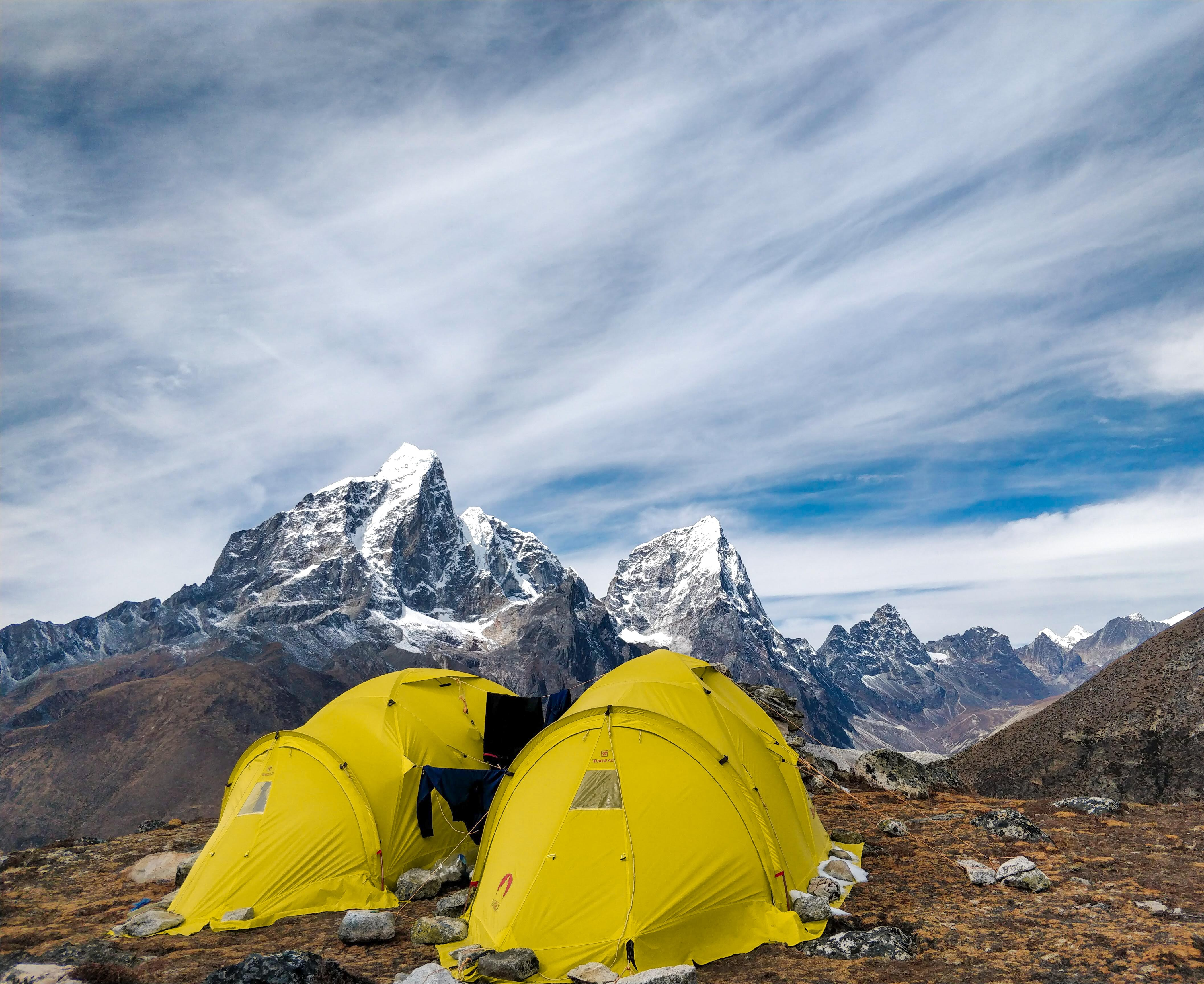
Az északi alaptábor
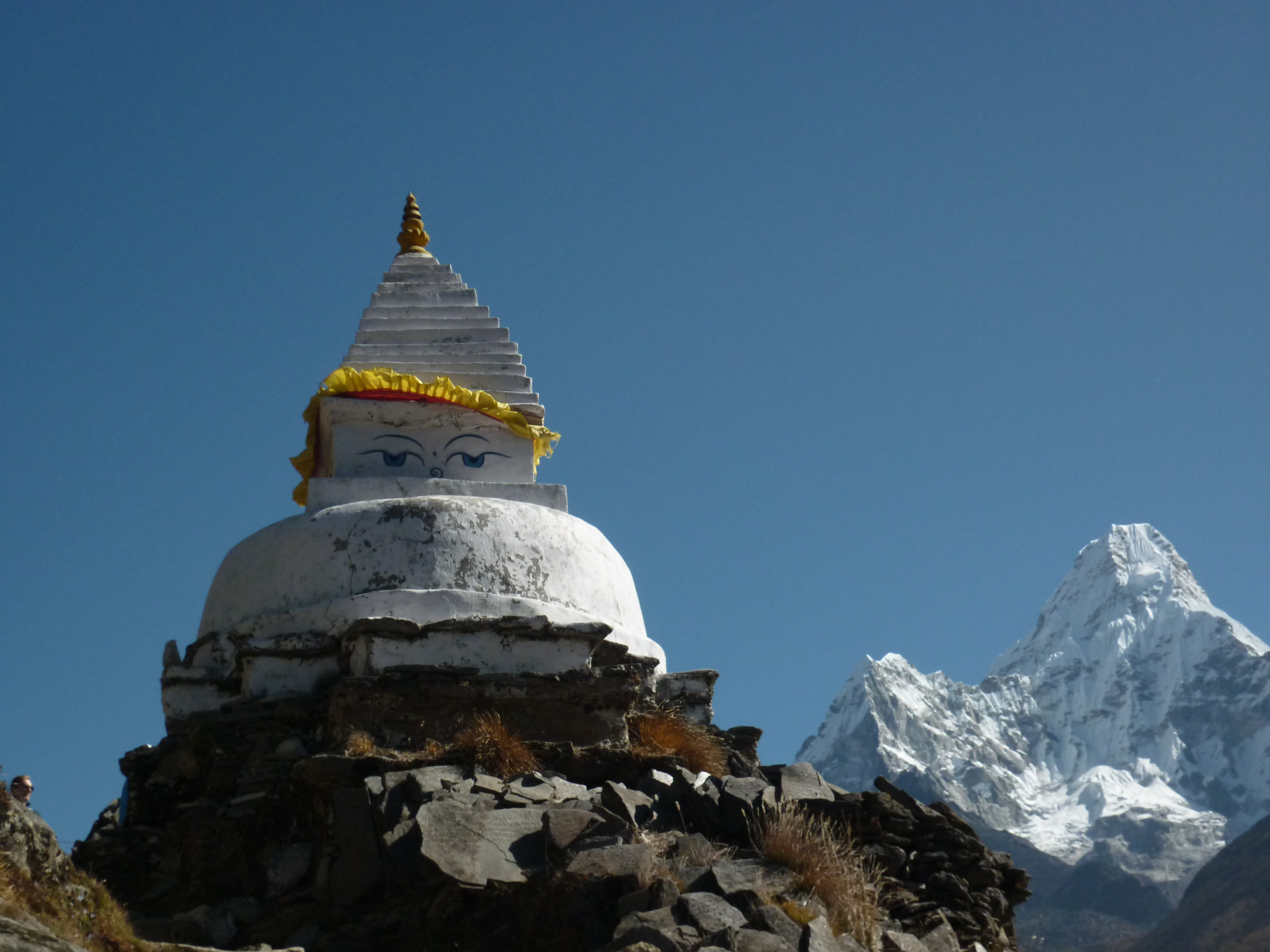
Az Ama Dablam előtérben egy gompával

## Fordítás
- Ez a szócikk részben vagy egészben  az   Ama Dablam című angol Wikipédia-szócikk ezen változatának fordításán alapul.  Az eredeti cikk szerkesztőit annak laptörténete sorolja fel. Ez a jelzés csupán a megfogalmazás eredetét és a szerzői jogokat jelzi, nem szolgál a cikkben szereplő információk forrásmegjelöléseként.
- Ez a szócikk részben vagy egészben  az   Ama Dablam című német Wikipédia-szócikk ezen változatának fordításán alapul.  Az eredeti cikk szerkesztőit annak laptörténete sorolja fel. Ez a jelzés csupán a megfogalmazás eredetét és a szerzői jogokat jelzi, nem szolgál a cikkben szereplő információk forrásmegjelöléseként.